# Dordura
Dordura là một chi bướm đêm thuộc họ Erebidae.

## Các loài
- Dordura aliena Walker, 1865